# دالة أوميغا الأولية
في نظرية الأعداد، دوال أوميغا الأولية {\displaystyle \omega (n)} و {\displaystyle \Omega (n)} (بالإنجليزية: Prime omega functions)‏ تقومان بحساب عدد العوامل الأولية لعدد طبيعي {\displaystyle .n} تقوم {\displaystyle \omega (n)} (أوميغا الصغيرة) بحساب كل عامل أولي مميز ، في حين أن الدالة {\displaystyle \Omega (n)} (أوميغا كبيرة) تحسب العدد الإجمالي للعوامل الأولية لـ {\displaystyle n}.
يمكن للمرئ أن يلاحظ أن هاتان الدالتان هما دالتان ضربيتان (انظر دالة الحسابية). على سبيل المثال، إذا كان لدينا تعميل أولي لـ {\displaystyle n} على النحو التالي {\displaystyle n=p_{1}^{\alpha _{1}}p_{2}^{\alpha _{2}}\cdots p_{k}^{\alpha _{k}}} بحيث{\displaystyle p_{i}} هو عدد أولي ({\displaystyle 1\leq i\leq k})، فيتم إعطاء دوال أوميغا الأولية بواسطة {\displaystyle \omega (n)=k} و {\displaystyle \Omega (n)=\alpha _{1}+\alpha _{2}+\cdots +\alpha _{k}} . تملك دوال عدّ العوامل الأولية هذه أهمية كبيرة في مبرهنات وعلاقات نظرية الأعداد

## خصائص وعلاقات
{\displaystyle \omega (n)} هي دالة جمعية و {\displaystyle \Omega (n)} هي جمعية بالكامل، نُعرف {\displaystyle \omega (n)} كالآتي:
{\displaystyle \omega (n)=\sum _{p\mid n}1}
إذا كان {\displaystyle p} يقسم {\displaystyle n} مرة واحدة على الأقل نحسبه مرة واحدة فقط، على سبيل المثال {\displaystyle \omega (12)=\omega (2^{2}3)=2}. أما بالنسبة ل {\displaystyle \Omega (n)} فتُعرّف كالآتي:
{\displaystyle \Omega (n)=\sum _{p^{\alpha }\mid \mid n}\alpha }
إذا كان {\displaystyle p} يقسم {\displaystyle n} عدد {\displaystyle \alpha } من مرات فنحسب القوى، على سبيل المثال {\displaystyle \Omega (12)=\Omega (2^{2}3^{1})=3}. لاحظ أنه {\displaystyle \Omega (n)\geq \omega (n)}.

إذا كان {\displaystyle \Omega (n)=\omega (n)} فإن {\displaystyle n} هو مربع حر ويعبر عنه باستعمال دالة موبيوس كالآتي: 
{\displaystyle \mu (n)=(-1)^{\omega (n)}=(-1)^{\Omega (n)}}
إذا كان {\displaystyle \Omega (n)=1} فإن {\displaystyle n} عدد أولي.
من المعروف أن متوسط ترتيب دالة القواسم يستوفي المتفاوتة {\displaystyle 2^{\omega (n)}\leq d(n)\leq 2^{\Omega (n)}} .
مثل العديد من الدوال الحسابية ، لا توجد صيغة دقيقة ل {\displaystyle \Omega (n)} أو {\displaystyle \omega (n)} لكن هناك تقديرات تقريبية.

يمكن التعبير عن متوسط ترتيب {\displaystyle \omega (n)} بالمتسلسة الآتية 
{\displaystyle {\frac {1}{n}}\sum \limits _{k=1}^{n}\omega (k)\sim \log \log n+B_{1}+\sum _{k\geq 1}\left(\sum _{j=0}^{k-1}{\frac {\gamma _{j}}{j!}}-1\right){\frac {(k-1)!}{(\log n)^{k}}}}
بحيث {\displaystyle B_{1}\approx 0.26149721} هو ثابت ميرتنز و {\displaystyle \gamma _{j}} هي ثوابت ستيلتجيس.

الدالة {\displaystyle \omega (n)} لها علاقة وثيقة مع دالة موبيوس ودالة القواسم، نذكر من هذه العلاقات 
{\displaystyle \sum _{d\mid n}|\mu (d)|=2^{\omega (n)}}
{\displaystyle \sum _{d\mid n}|\mu (d)|k^{\omega (d)}=(k+1)^{\omega (n)}}
{\displaystyle \sum _{r\mid n}2^{\omega (r)}=d(n^{2})}
{\displaystyle \sum _{r\mid n}2^{\omega (r)}d\left({\frac {n}{r}}\right)=d^{2}(n)}
{\displaystyle \sum _{d\mid n}(-1)^{\omega (d)}=\prod \limits _{p^{\alpha }||n}(1-\alpha )}{\displaystyle \sum _{\stackrel {1\leq k\leq m}{(k,m)=1}}\gcd(k^{2}-1,m_{1})\gcd(k^{2}-1,m_{2})=\varphi (n)\sum _{\stackrel {d_{1}\mid m_{1}}{d_{2}\mid m_{2}}}\varphi (\gcd(d_{1},d_{2}))2^{\omega (\operatorname {lcm} (d_{1},d_{2}))},\ m_{1},m_{2}{\text{ odd}},m=\operatorname {lcm} (m_{1},m_{2})}
{\displaystyle \sum _{\stackrel {1\leq k\leq n}{\operatorname {gcd} (k,m)=1}}\!\!\!\!1=n{\frac {\varphi (m)}{m}}+O\left(2^{\omega (m)}\right)}

## الإمتداد للمستوى العقدي
تم العثور على استمرار ل {\displaystyle \omega (n)} ، على الرغم من أنها ليست تحليلية في كل مكان.
{\displaystyle \omega (z)=\log _{2}\left(\sum _{x=1}^{\lceil Re(z)\rceil }\operatorname {sinc} \left(\prod _{y=1}^{\lceil Re(z)\rceil +1}\left(x^{2}+x-yz\right)\right)\right)}